# 石井久子
石井 久子（いしい ひさこ）は、元オウム真理教の幹部。同宗教法人の責任役員であった。ホーリーネームはマハー・ケイマ。

## 人物
幼少期より負けず嫌いで文武両道だったが、女性であることを理由に両親に大学進学を認められず短大を卒業後、保険会社に入社。会社の同僚だった飯田エリ子に誘われ、麻原彰晃のヨーガ教室「鳳凰慶林館」を訪れる。その後「オウム神仙の会」が発足し出家制度ができると、1986年6月に保険会社を退社して出家。
教団内での管理番号は00001で、教団の中ではかなり早い段階で正大師となった。教団の広告塔としても有名で、本人も宣伝の写真のモデルになりたがるなど積極的であった。省庁制を採用した後は、大蔵省大臣となった。
麻原の愛人のひとりで、麻原との間に子ども3人（+死産1人）を産んでいる。元信者の杉本繁郎は麻原と石井がホテルで同じベッドにいるところを目撃している（麻原はイニシエーションだと弁明した）。麻原と石井の関係は正妻である松本知子も知っており、松本知子は麻原を殴ったり包丁を振り回したりしたという。このためか松本知子とたびたび喧嘩していた。
1989年、坂本堤弁護士一家殺害事件で遺体の処理に参加する。
1990年の第39回衆議院議員総選挙には真理党から旧東京3区に立候補したが落選した。同年11月7日、国土法違反事件（教団の熊本県波野村進出に関わる騒動）で一時逮捕拘束される。麻原は毎日山梨県上九一色村から熊本まで飛行機で訪れ接見に来ていた。
1995年3月21日、地下鉄サリン事件に関与した遠藤誠一から「ジーヴァカですがカネをください」と頼まれ逃走資金として3000万円を提供。その後広瀬健一にも車を提供した。9月6日に信者の逃走資金を提供した犯人隠避容疑により再び逮捕される。翌日、子どもの保護者不在を避けるため教団音楽部門のトップ鎌田紳一郎と結婚。国土法事件、逆さ吊り死亡事件、犯人隠避容疑で起訴され、懲役4年の実刑判決を受けた事がきっかけとなり、教団を離脱した。出所した2000年11月18日の会見でオウムの信仰をしていないことを改めて発表した。
上祐史浩によると、出所後一時精神に異常をきたしたらしく、上祐の住む世田谷に現れ、麻原になったかのような口調で上祐の名前を呼んでいたこともあったという。

## 著書
- 『飛翔―布施 アストラルへの旅』（オウム、1991年）ISBN 978-4900497481